# Bahía de Cartagena de Indias
La bahía de Cartagena de Indias (o simplemente de Cartagena) es una bahía del Mar Caribe ubicada al noroccidente de Colombia. Baña la ciudad de Cartagena de Indias en el departamento de Bolívar.
Descubierta por los primeros navegantes europeos alrededor del año 1500 de nuestra era, originalmente se le dio el nombre de Bahía de Calamar. Esta histórica bahía colombiana se encuentra separada del mar Caribe por la isla Tierra Bomba, con dos bocas por los cuales se efectúa el intercambio de aguas con el medio oceánico: Bocagrande, ubicada en el extremo nororiental, la cual tiene una longitud de 1,9 km y una profundidad promedio de 2 m, y Bocachica ubicada al suroccidente, con 0,5 km de longitud y una profundidad promedio de 23 m. Además hace parte de la bahía un tercer sistema de intercambio conocido como la Boquilla.
La bahía está relacionada con varios accidentes geográficos de la zona, principalmente la bahía de Barbacoas, la península de Barú, las islas del Rosario, la isla Tierra Bomba y la ciénaga de la Virgen; hacia su parte suroriental recibe el aporte de agua dulce continental proveniente del canal del Dique, brazo artificial del río Magdalena (principal arteria fluvial del país) construido durante la época colonial por los españoles utilizando un complejo de ciénagas y caños naturales, con el propósito de acortar las distancias de navegación entre el interior y Cartagena de Indias.
En sus cercanías se ubican los castillos de San Luis de Bocachica y San Fernando de Bocachica.